# Madison, West Virginia
Madison är administrativ huvudort i Boone County i West Virginia i USA. Orten hette ursprungligen Boone Court House. Enligt 2010 års folkräkning hade Madison 3 076 invånare.